# Peugeot 308
Peugeot 308 – samochód osobowy klasy kompaktowej produkowany pod francuską marką Peugeot od 2007 roku. Od 2021 roku jest produkowana trzecia generacja modelu.

## Pierwsza generacja

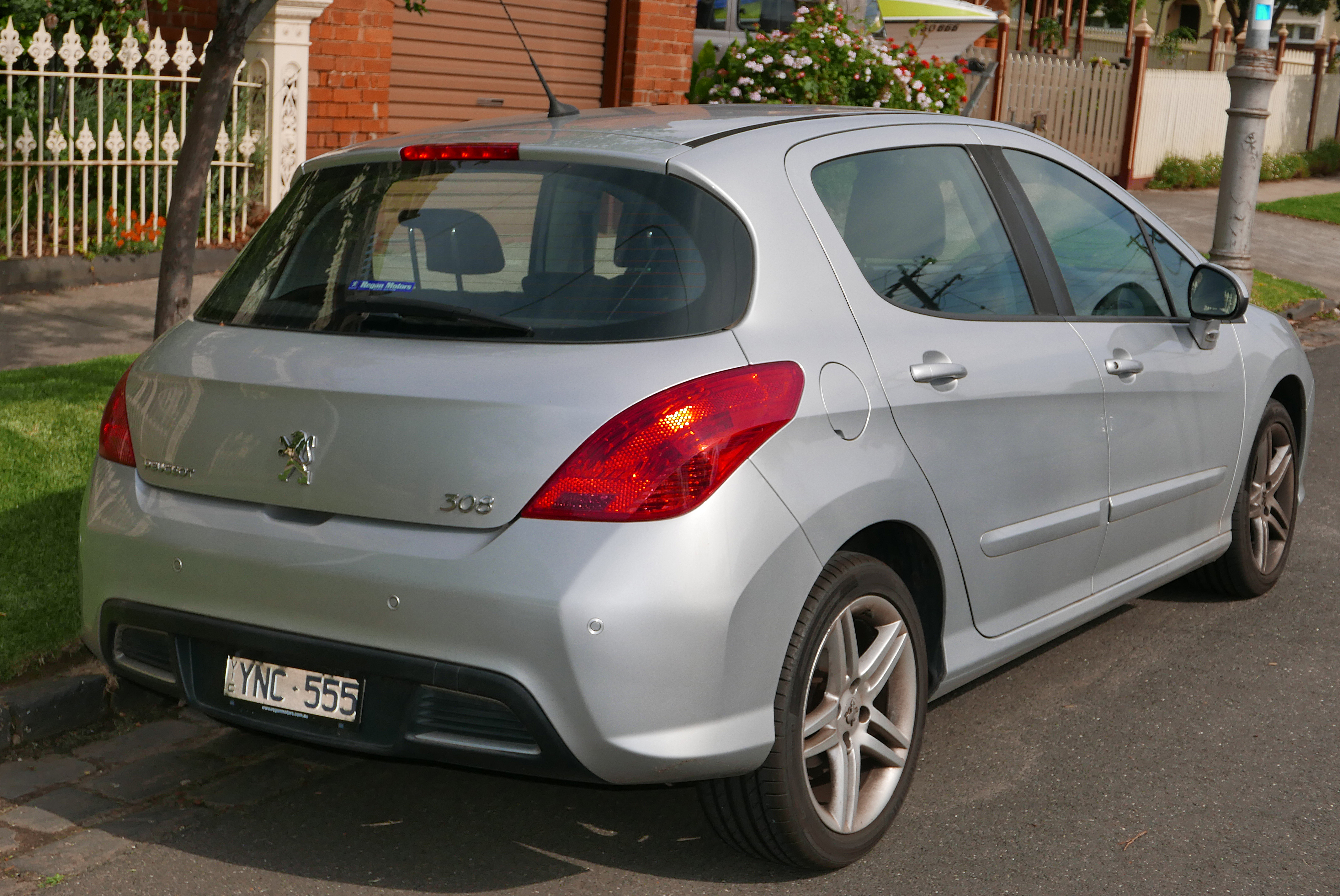
Peugeot 308 I – tył

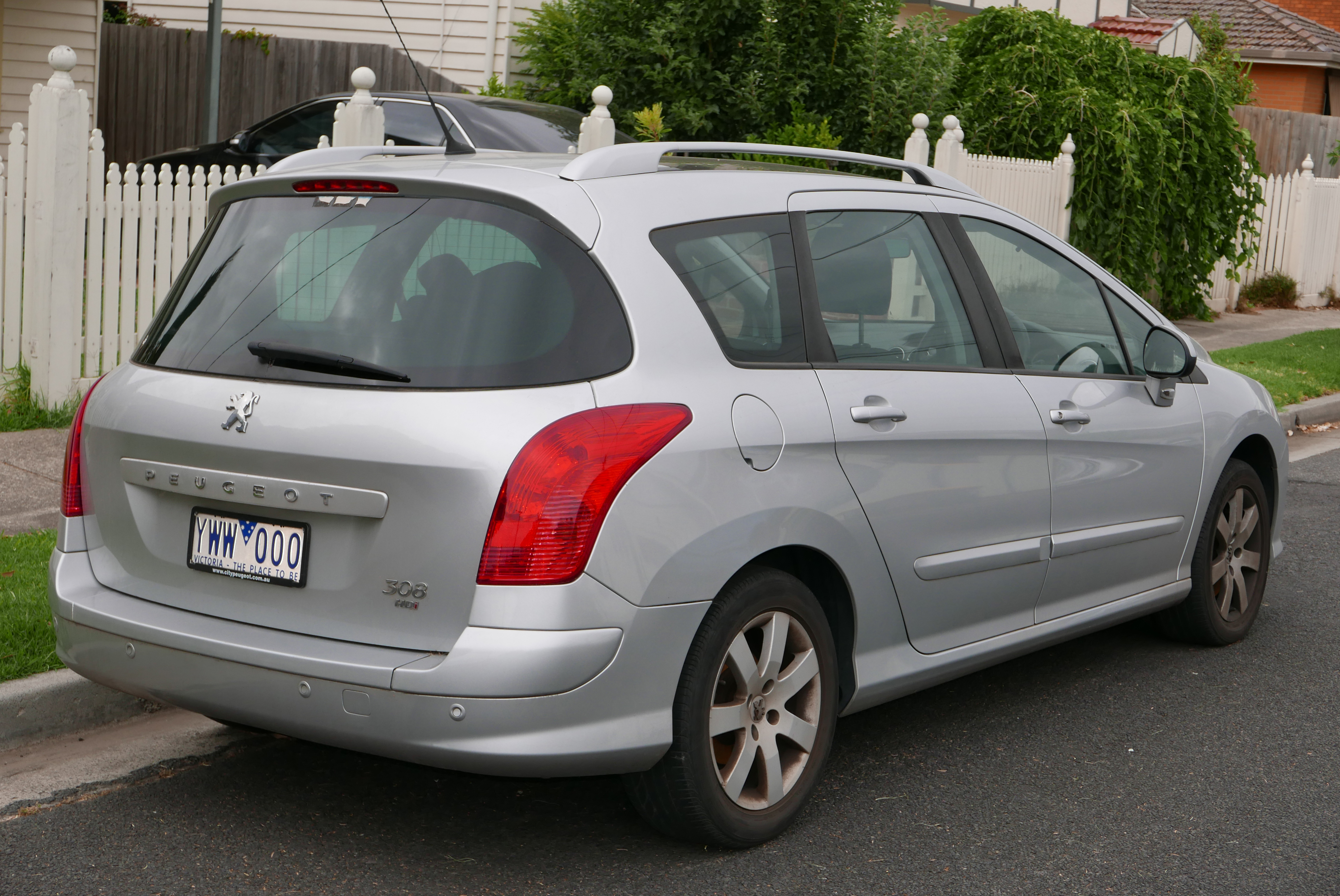
Peugeot 308 I SW

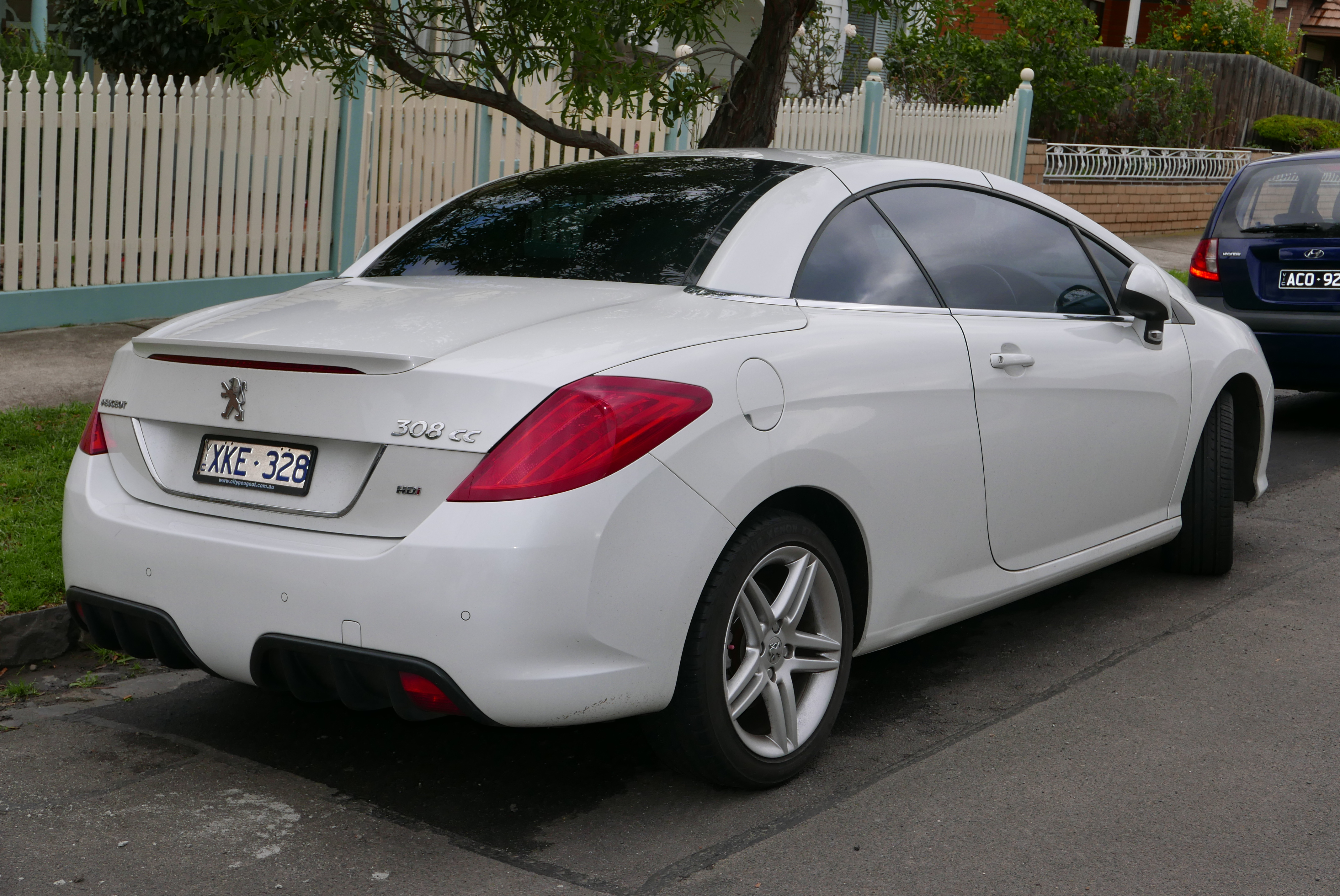
Peugeot 308 CC

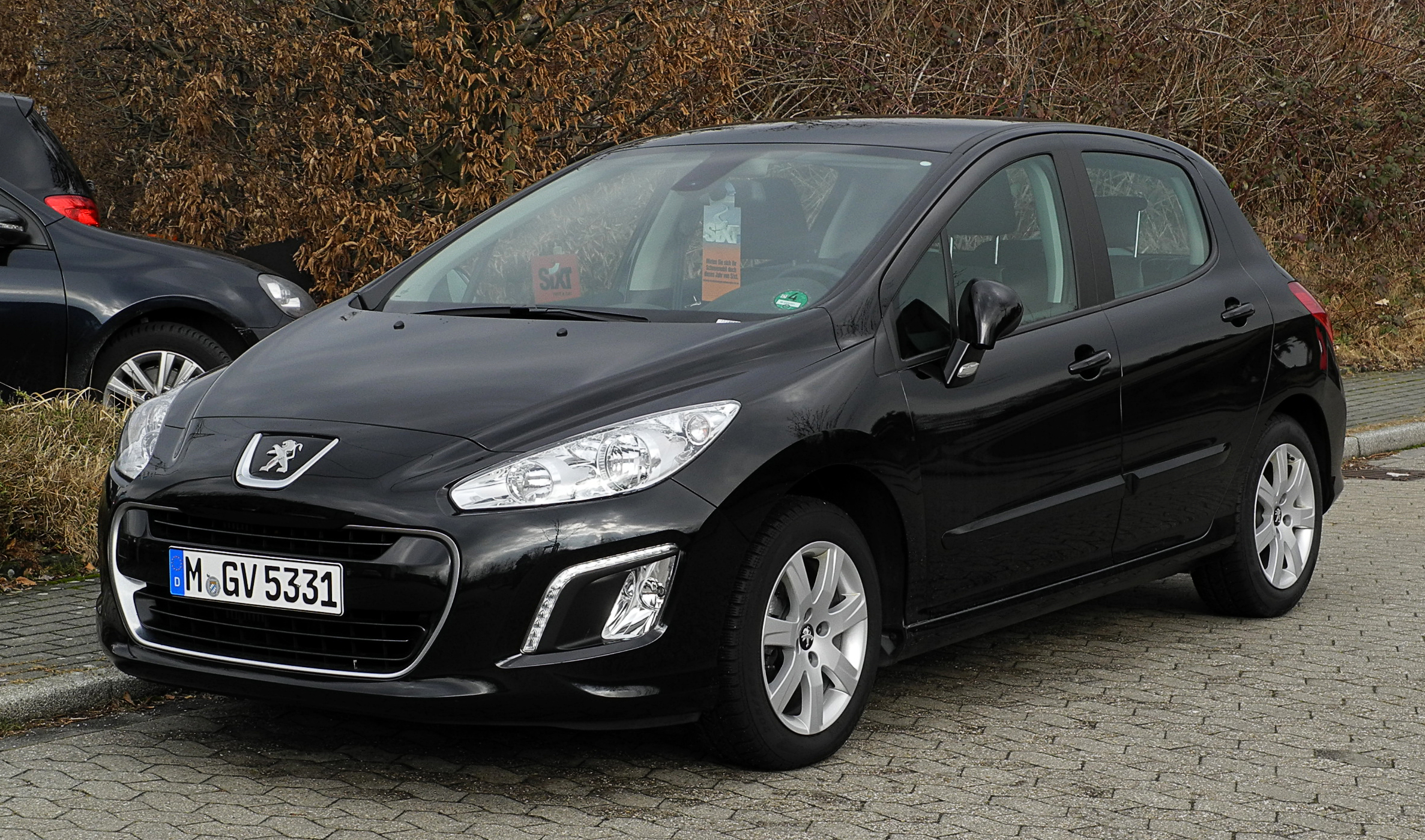
Peugeot 308 I po pierwszym liftingu

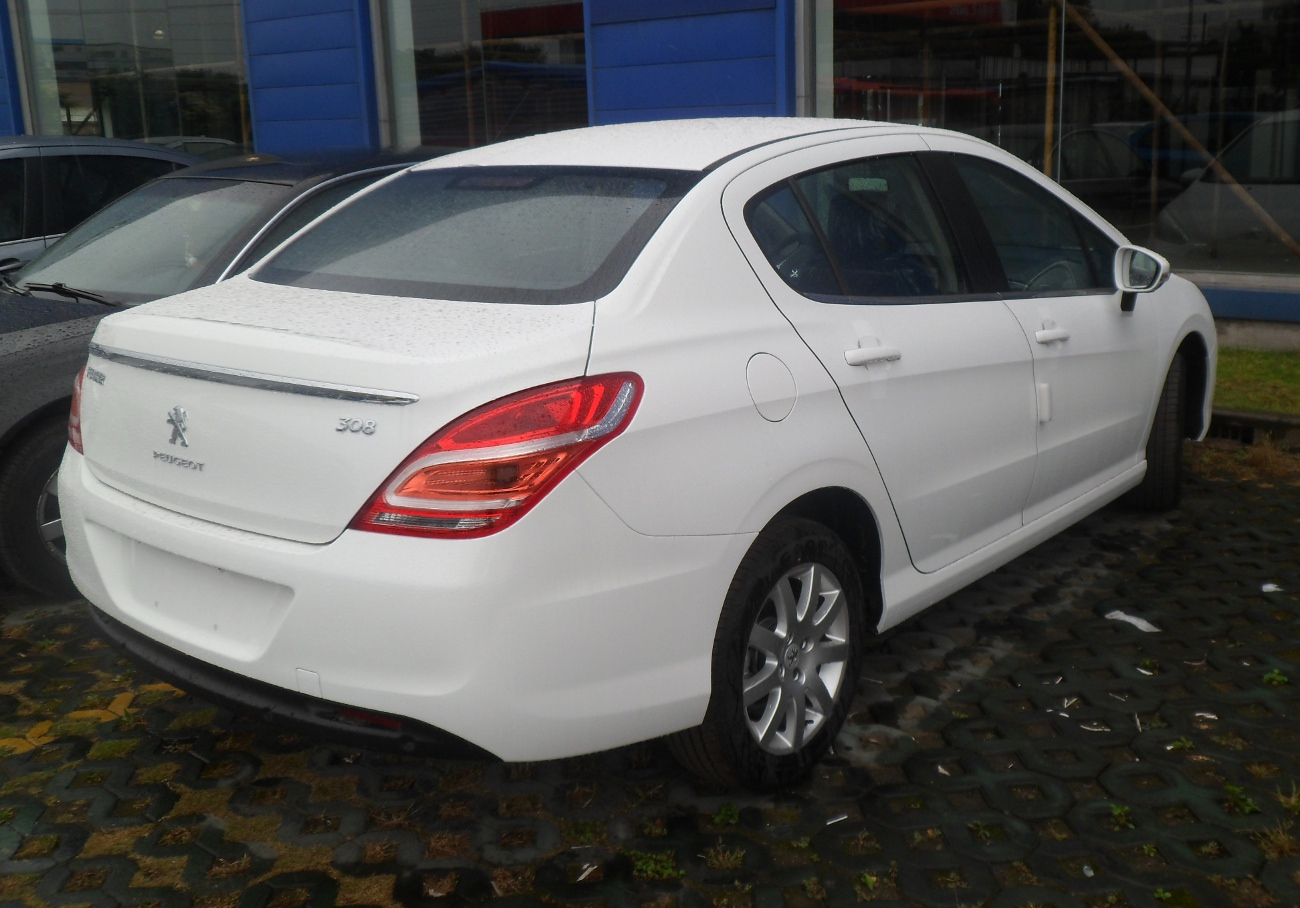
Peugeot 308 I Sedan (Chiny)

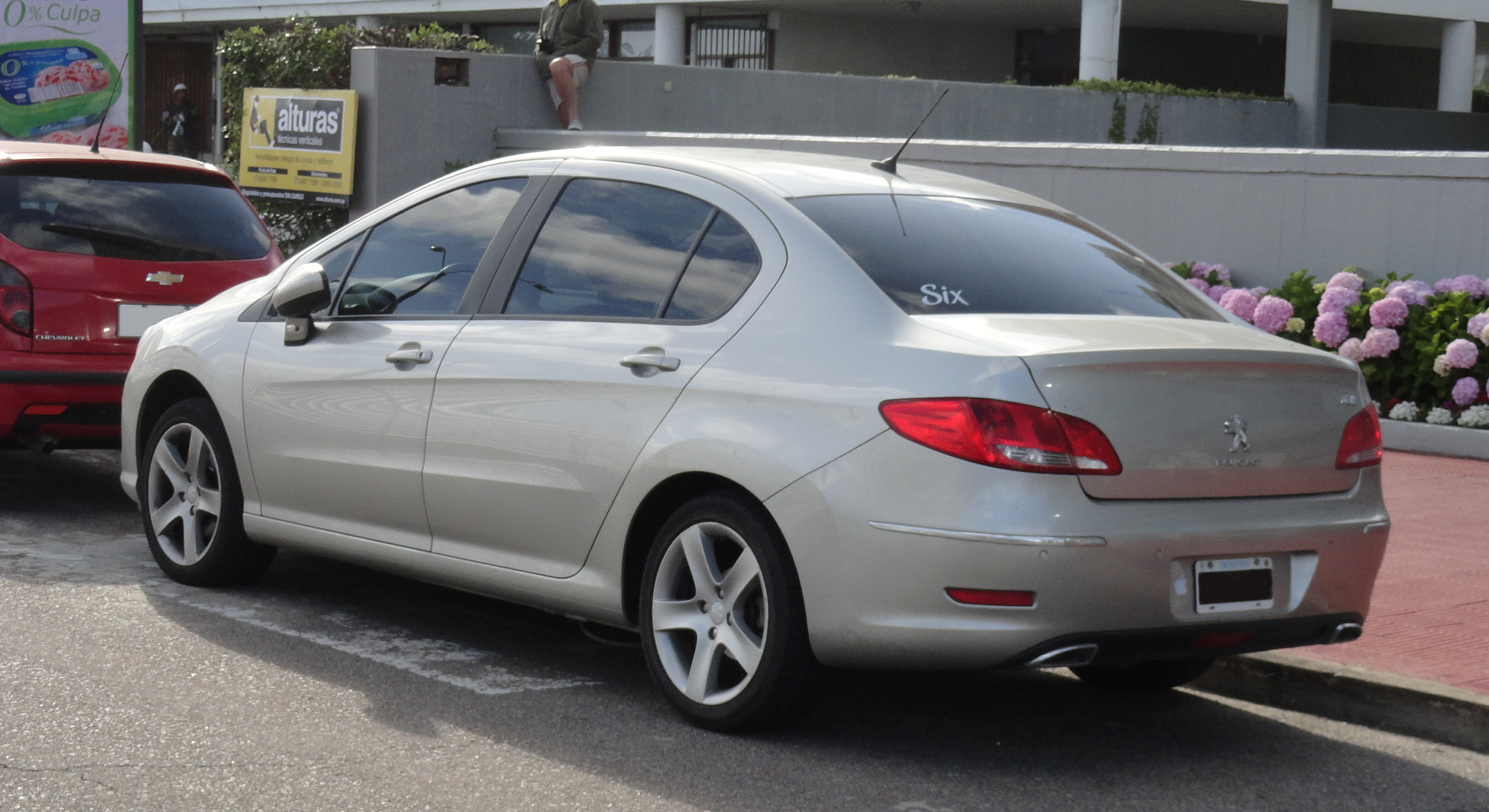
Peugeot 408 (rynki rozwijające się)

Peugeot 308 I zadebiutował podczas targów motoryzacyjnych we Frankfurcie w 2007 roku.
Jest oferowany z szeroką gamą silników. Do wyboru są jednostki benzynowe 1.4 (95 KM), 1.6 (120 KM) oraz 1.6 THP w trzech wersjach mocy (150, 175 i 200 KM), a także diesle 1.6 (90 KM i 110 KM) i 2.0 (136 i 163 KM). W porównaniu z poprzednim modelem 307 nowy Peugeot ma ten sam rozstaw osi (2608 mm), ale jednocześnie jest od niego dłuższy – o 74 mm (4276 mm) i szerszy – o 85 mm (1815 mm), co zaowocowało większą ilością miejsca dla pasażerów. Początkowo można było kupić dwie wersje hatchbacków – 3- i 5-drzwiową. W kwietniu 2008 roku dołączył do nich model kombi 308 SW, a w marcu 2009 roku 308 CC (Coupé Cabrio). W 2009 roku zaprezentowano seryjną wersję Peugeota RCZ.

### Lifting
W 2011 roku auto przeszło pierwszy facelifting. Zmieniono wlot powietrza, dodano światła do jazdy dziennej. Nowe auto w standardzie wyposażone jest w klimatyzację.

### Drugi lifting
Choć w 2013 roku ruszyła produkcja drugiej generacji 308, to samochód dalej pozostał w produkcji na rynku Ameryki Południowej i Rosji, gdzie w 2015 roku przeszedł kolejną modernizację. 308 zyskało przód z mniejszym, wyżej położonym wlotem powietrza z logo marki na środku w stylu ówczesnych, najnowszych modeli marki.

### Nagrody
Peugeot 308 I SW został wybrany najlepszym samochodem rodzinnym roku 2008 w Szwecji w konkursie pisma "Motorforaren". Jurorzy docenili 308 SW za m.in. wysoki poziom bezpieczeństwa czynnego i biernego, aspekty ekologiczne, stosunek wartości do ceny oraz koszty eksploatacyjne.

### Silniki
- Benzynowe

| Silnik                | Pojemność skokowa [cm3] | Moc maksymalna [KM] ( [kW] ) przy obr./min | Maks. moment obrotowy [Nm] przy obr./min | Układ i liczba cylindrów | Układ rozrządu/ liczba zaworów | Przyśpieszenie (s) 0-100 km/h | Prędkość maksymalna km/h | Spalanie (l/100km) miasto/trasa/średnio |
| --------------------- | ----------------------- | ------------------------------------------ | ---------------------------------------- | ------------------------ | ------------------------------ | ----------------------------- | ------------------------ | --------------------------------------- |
| 1.4 VTi 16V BVM5      | 1397                    | 95 (70)/6000                               | 136/4000                                 | R4                       | DOHC/16                        | 12,7                          | 182                      | 9 / 5,2 / 6,5                           |
| 1.6 VTi 16V BVM5      | 1598                    | 120 (88)/6000                              | 160/4250                                 | R4                       | DOHC/16                        | 10,8                          | 195                      | 9,3 / 5,2 / 6,7                         |
| 1.6 VTi 16V BVA4 Aut. | 1598                    | 120 (88)/6000                              | 160/4250                                 | R4                       | DOHC/16                        | 13,0                          | 188                      | 10,3 / 5,7 / 7,3                        |
| 1.6 THP 16V BVM5      | 1598                    | 150 (110)/5800                             | 240/1400                                 | R4                       | DOHC/16                        | 9,0                           | 213                      | 9,8 / 5,6 / 7,1                         |
| 1.6 THP 16V BVA4 Aut. | 1598                    | 140 (103)/6000                             | 240/1400                                 | R4                       | DOHC/16                        | 10,2                          | 202                      | 11,4 / 6 / 7,9                          |
| 1.6 THP 16V BVM6      | 1598                    | 175 (128)/6000                             | 260/1600                                 | R4                       | DOHC/16                        | 8,3                           | 225                      | 10,7 / 5,7 / 7,6                        |
| 1.6 GTI BVM6          | 1598                    | 200 (147)/5800                             | 275/1700                                 | R4                       | DOHC/16                        | 7,7                           | 235                      | 9,2 / 5,5 / 6,9                         |

- Diesla

| Silnik                    | Pojemność skokowa [cm3] | Moc maksymalna [KM] ( [kW] ) przy obr./min | Maks. moment obrotowy [Nm] przy obr./min | Układ i liczba cylindrów | Układ rozrządu/ liczba zaworów | Przyśpieszenie (s) 0-100 km/h | Prędkość maksymalna km/h | Spalanie (l/100km) miasto/trasa/średnio |
| ------------------------- | ----------------------- | ------------------------------------------ | ---------------------------------------- | ------------------------ | ------------------------------ | ----------------------------- | ------------------------ | --------------------------------------- |
| 1.6 HDi 16V BVM5          | 1560                    | 90 (66)/4000                               | 215/1750                                 | R4                       | DOHC/16                        | 12,6                          | 180                      | 5,8 / 3,8 / 4,5                         |
| 1.6 HDi 16V FAP BVM5      | 1560                    | 110 (80)/4000                              | 240/1750                                 | R4                       | DOHC/16                        | 11,3                          | 191                      | 6 / 3,9 / 4,7                           |
| 1.6 HDi 16V FAP BVM6      | 1560                    | 110 (80)/4000                              | 240/1750                                 | R4                       | DOHC/16                        | 11,4                          | 190                      | 6,4 / 4 / 4,9                           |
| 1.6 HDi 16V FAP BVMP6     | 1560                    | 110 (80)/4000                              | 240/1750                                 | R4                       | DOHC/16                        | 11,3                          | 190                      | 5,7 / 3,9 / 4,5                         |
| 2.0 HDi 16V FAP BVM6      | 1997                    | 136 (100)/4000                             | 320/2000                                 | R4                       | DOHC/16                        | 10,1                          | 205                      | 7,2 / 4,5 / 5,5                         |
| 2.0 HDi 16V FAP BVA6 Aut. | 1997                    | 136 (100)/4000                             | 320/2000                                 | R4                       | DOHC/16                        | 10,6                          | 200                      | 9,4 / 5,3 / 6,8                         |
| 2.0 HDi 16V FAP BVM6      | 1997                    | 150(110)/3750                              | 340/2000                                 | R4                       | DOHC/16                        | 9,5                           | 210                      | 7,9 / 4,9 / 5,9                         |
| 2.0 HDi 16V FAP BVA6 Aut. | 1997                    | 163 (120)/3750                             | 320/2000                                 | R4                       | DOHC/16                        | 9,6                           | 202                      | 8,3 / 5,2 / 6,3                         |

### Silniki 308 SW
- Benzynowe

| Silnik                | Pojemność skokowa [cm3] | Moc maksymalna [KM] ( [kW] ) przy obr./min | Maks. moment obrotowy [Nm] przy obr./min | Układ i liczba cylindrów | Układ rozrządu/ liczba zaworów | Przyśpieszenie (s) 0-100 km/h | Prędkość maksymalna km/h | Spalanie (l/100km) miasto/trasa/średnio |
| --------------------- | ----------------------- | ------------------------------------------ | ---------------------------------------- | ------------------------ | ------------------------------ | ----------------------------- | ------------------------ | --------------------------------------- |
| 1.4 VTi 16V BVM5      | 1397                    | 95 (70)/6000                               | 136/4000                                 | R4                       | DOHC/16                        | 12,7                          | 178                      | 9,3 / 5,3 / 6,7                         |
| 1.6 VTi 16V BVM5      | 1598                    | 120 (88)/6000                              | 160/4250                                 | R4                       | DOHC/16                        | 10,8                          | 189                      | 9,4 / 5,3 / 6,7                         |
| 1.6 VTi 16V BVA4 Aut. | 1598                    | 120 (88)/6000                              | 160/4250                                 | R4                       | DOHC/16                        | 13,0                          | 182                      | 10,5 / 5,9 / 7,5                        |
| 1.6 VTi 16V BVM5      | 1598                    | 120 (88)/6000                              | 160/4250                                 | R4                       | DOHC/16                        | 10,8                          | 189                      | 9,6 / 5,4 / 6,9                         |
| 1.6 VTi 16V BVA4 Aut. | 1598                    | 120 (88)/6000                              | 160/4250                                 | R4                       | DOHC/16                        | 13,0                          | 182                      | 10,7 / 6,1 / 7,7                        |
| 1.6 THP 16V BVM6      | 1598                    | 150 (110)/5800                             | 240/1400                                 | R4                       | DOHC/16                        | 9,0                           | 209                      | 10,6 / 5,8 / 7,5                        |
| 1.6 THP 16V BVA4 Aut. | 1598                    | 140 (103)/6000                             | 240/1400                                 | R4                       | DOHC/16                        | 10,2                          | 199                      | 11,8 / 6,2 / 8,2                        |
| 1.6 THP 16V BVM6      | 1598                    | 175 (128)/6000                             | 240/1600                                 | R4                       | DOHC/16                        | 8,3                           | 215                      | 10,9 / 6 / 7,8                          |

- Diesla

| Silnik                    | Pojemność skokowa [cm3] | Moc maksymalna [KM] ( [kW] ) przy obr./min | Maks. moment obrotowy [Nm] przy obr./min | Układ i liczba cylindrów | Układ rozrządu/ liczba zaworów | Przyśpieszenie (s) 0-100 km/h | Prędkość maksymalna km/h | Spalanie (l/100km) miasto/trasa/średnio |
| ------------------------- | ----------------------- | ------------------------------------------ | ---------------------------------------- | ------------------------ | ------------------------------ | ----------------------------- | ------------------------ | --------------------------------------- |
| 1.6 HDi 16V BVM5          | 1560                    | 90 (66)/4000                               | 215/1750                                 | R4                       | DOHC/16                        | 12,6                          | 174                      | 6 / 4 / 4,7                             |
| 1.6 HDi 16V FAP BVM6      | 1560                    | 110 (80)/4000                              | 240/1750                                 | R4                       | DOHC/16                        | 11,3                          | 185                      | 6,4 / 4 / 4,9                           |
| 1.6 HDi 16V BVM5          | 1560                    | 90 (66)/4000                               | 215/1750                                 | R4                       | DOHC/16                        | 12,6                          | 174                      | 6,2 / 4,2 / 4,9                         |
| 1.6 HDi 16V FAP BVM6      | 1560                    | 110 (80)/4000                              | 240/1750                                 | R4                       | DOHC/16                        | 11,4                          | 190                      | 6,6 / 4,2 / 5,1                         |
| 2.0 HDi 16V FAP BVM6      | 1997                    | 136 (100)/4000                             | 320/2000                                 | R4                       | DOHC/16                        | 10,1                          | 202                      | 7,6 / 4,9 / 5,9                         |
| 2.0 HDi 16V FAP BVA6 Aut. | 1997                    | 136 (100)/4000                             | 320/2000                                 | R4                       | DOHC/16                        | 10,6                          | 197                      | 9,7 / 5,6 / 7,1                         |
| 2.0 HDi 16V FAP BVM6      | 1997                    | 150(110)/3750                              | 340/2000                                 | R4                       | DOHC/16                        | 9,5                           | 210                      | 7,9 / 4,9 / 5,9                         |

## Druga generacja

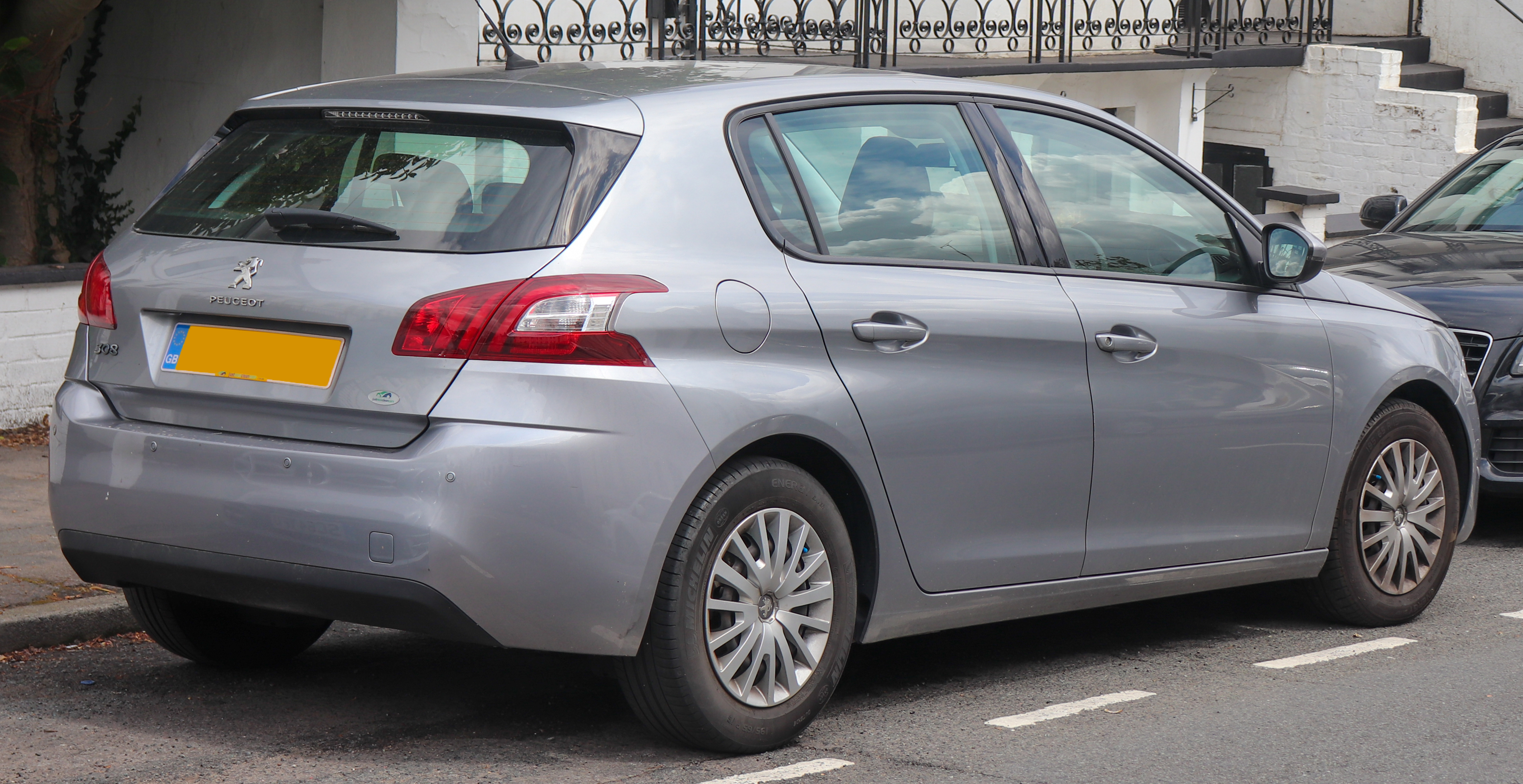
Peugeot 308 II – tył

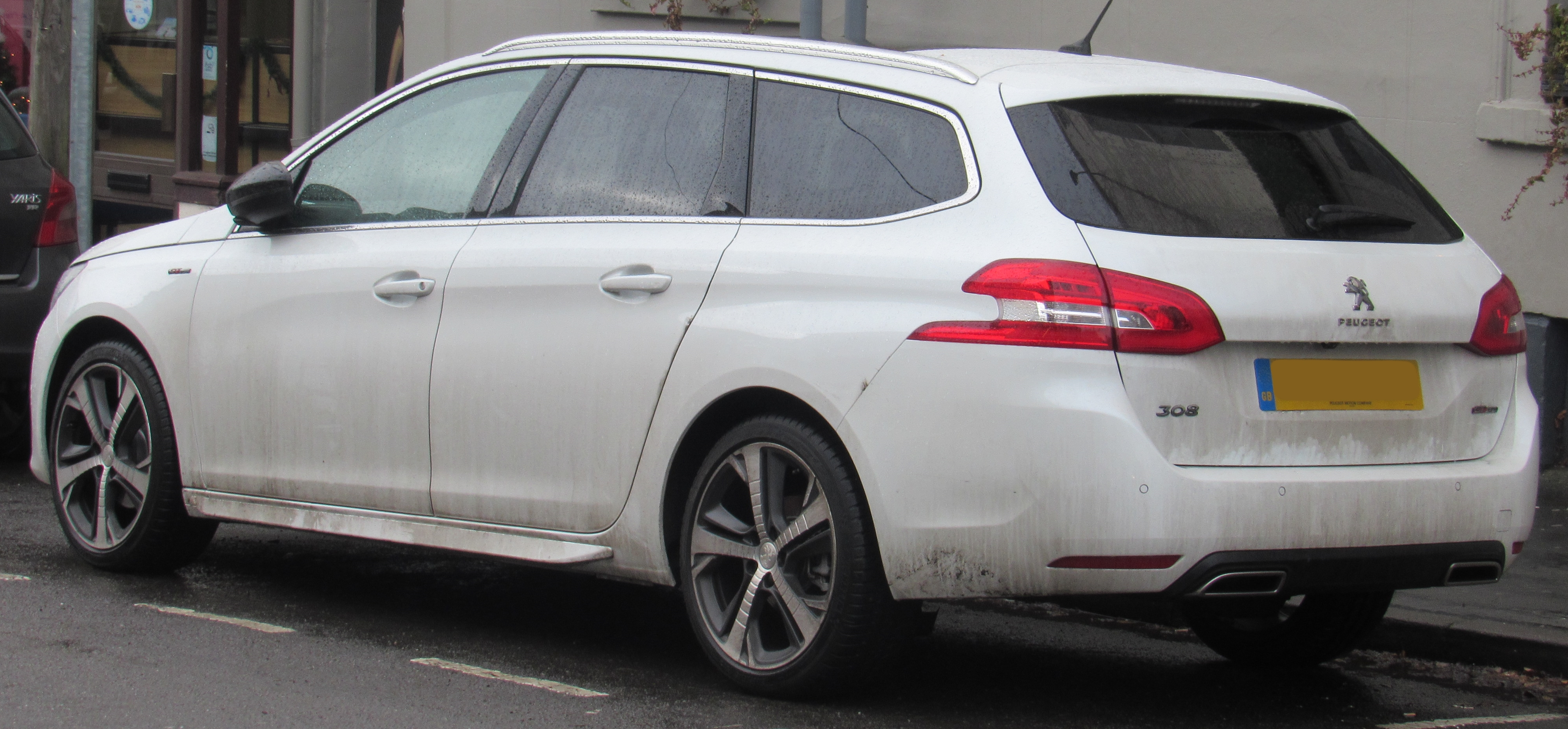
Peugeot 308 II SW

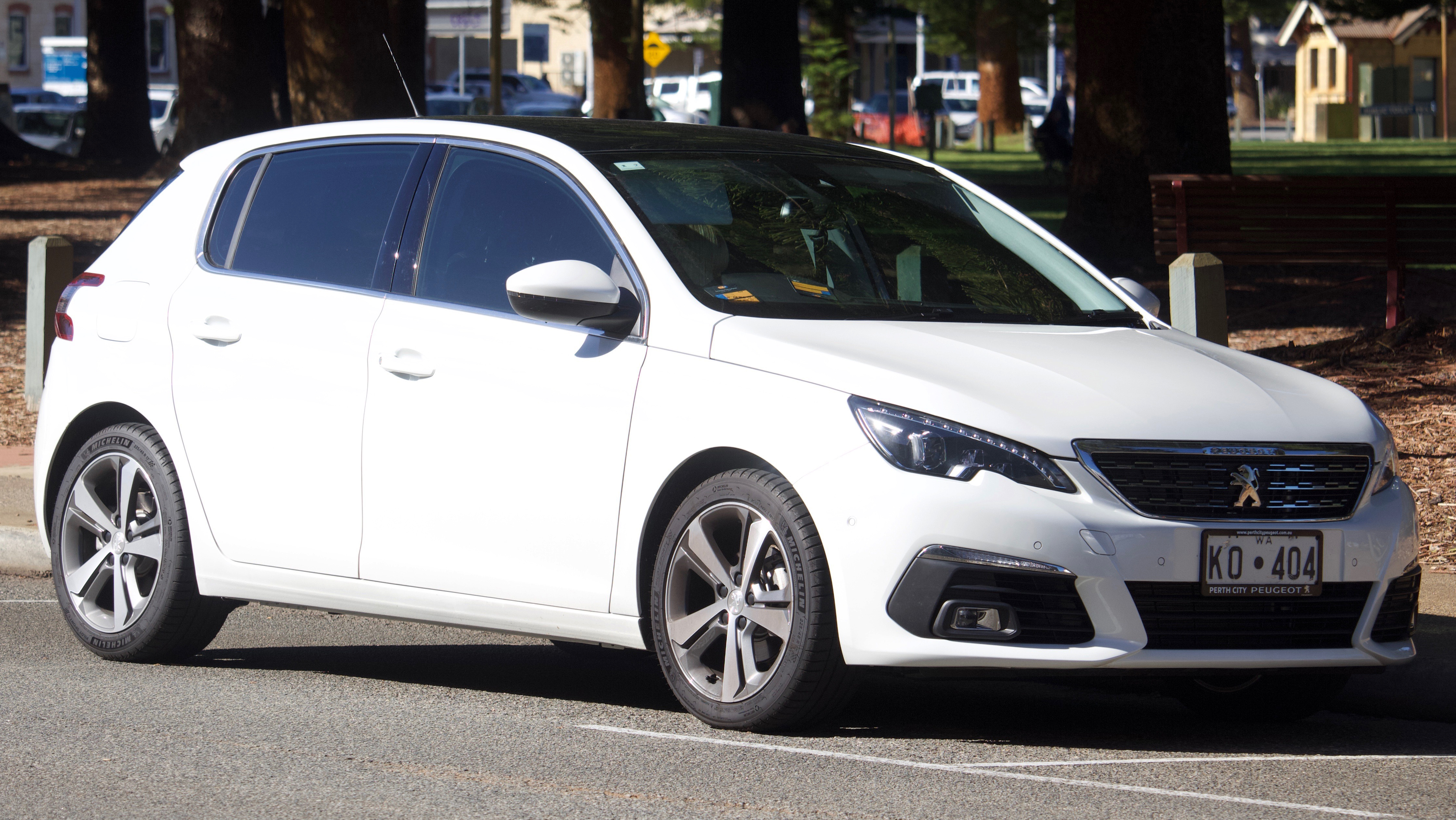
Peugeot 308 II po liftingu

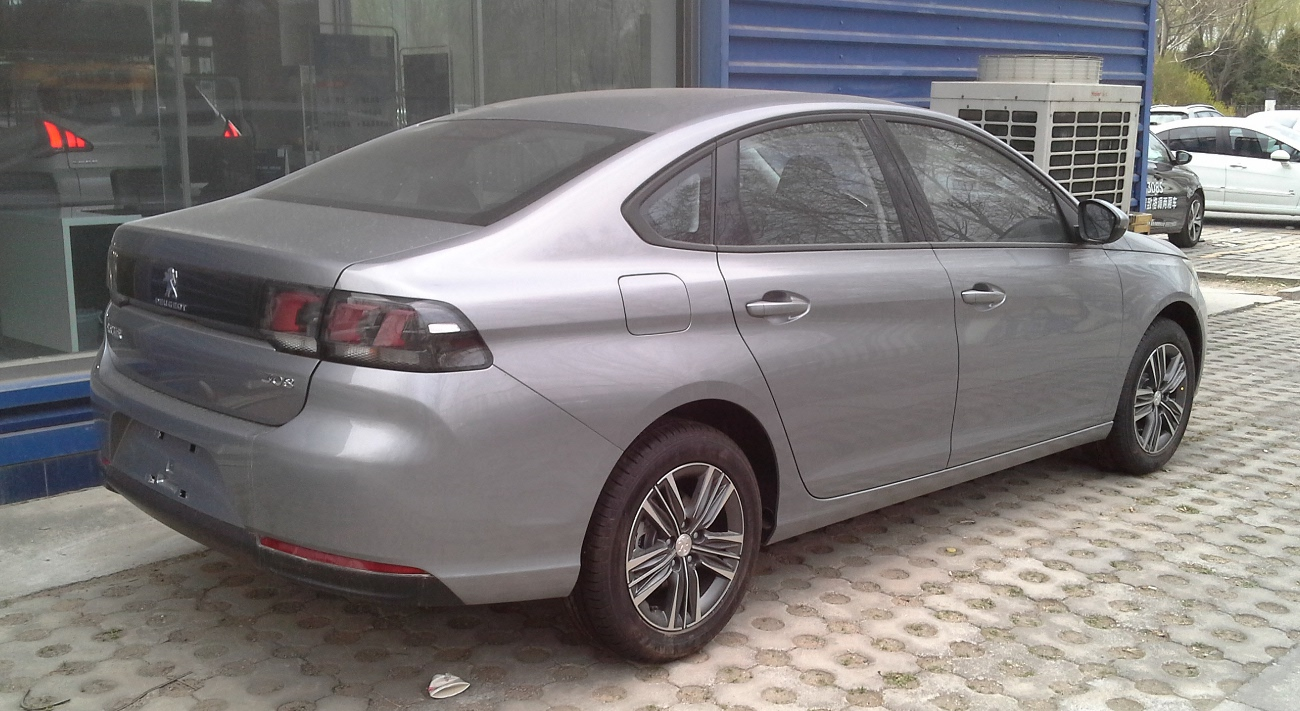
Peugeot 308 II Sedan (Chiny)

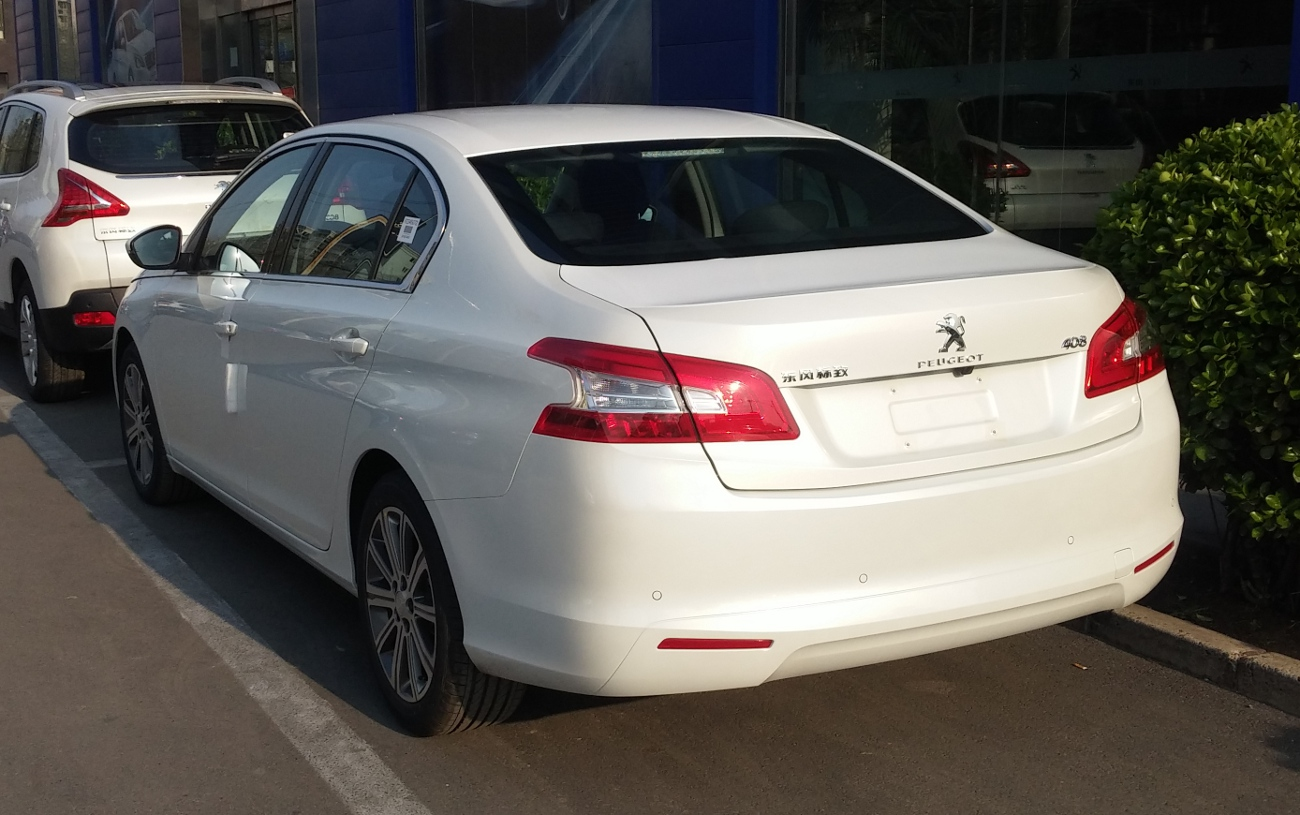
Peugeot 408 II (Chiny)

Peugeot 308 II zadebiutował podczas wrześniowego Frankfurt Motor Show 2013.
Jest to pierwszy Peugeot, który zapoczątkował nową politykę nazewniczą. Według niej, następcy poszczególnych modeli z końcówką nazwy '8' noszą już taką samą nazwę i zostają zwyczajnie następnymi generacjami dotychczasowych modeli.
Samochód zbudowano w oparciu o najnowszą, modułową płytę podłogową EMP2. Wnętrze nowego modelu nawiązuje do rozwiązań zastosowanych w Peugeocie 208. Nowością jest rezygnacja z wszelkich przycisków i pokręteł – radiem czy klimatyzacją steruje się teraz za pośrednictwem dotykowego ekranu o przekątnej 9,7 cala. Pojemność bagażnika to 398 litrów.
Na salonie we Frankfurcie producent zaprezentował wersję 308R z silnikiem o mocy 270 KM i dwukolorowym nadwoziem. Zastosowano także niższe o 26 mm zawieszenie, 19-calowe felgi, większe i mocniejsze hamulce oraz liczne dodatki do nadwozia – nowe zderzaki, listwy progowe, niewielki spojler itp. Zdaniem producenta sportowa wersja 308 R zużywa średnio 6,3 l/100 km emitując do atmosfery 145 g/km.
W marcu 2014 roku na salonie w Genewie zadebiutowała wersja kombi – Peugeot 308 SW. W samochodzie tym pojawiły się nowe, oszczędne jednostki napędowe: benzynowe trzycylindrowe turbo o mocy 110 i 130 KM oraz wysokoprężny silnik BlueHDI.
We wrześniu 2014 roku Francuzi zaprezentowali usportowioną odmianę GT. Auto oferowane będzie jako hatchback i kombi (SW). Do wyboru są dwie jednostki napędowe – benzynowa 1,6 l THP o mocy 205 KM i wysokoprężna  – 2,0 l BlueHDI o mocy 180 KM. W stosunku do zwykłego modelu zmieniono konstrukcje zawieszenia (zmniejszony prześwit) i hamulców. Samochód trafił na rynek w początku 2015 roku.
W połowie 2015 roku oferta została poszerzona o wersję GTi. Ta sportowa odmiana napędzana jest wyłącznie benzynowym silnikiem 1.6 THP o mocy 250 KM lub 270 KM (308 270 GTi). Mocniejsza wersja standardowo wyposażone jest w mechaniczny dyferencjał o ograniczonym poślizgu.
W 2017 roku auto przeszło facelifting. Zmieniono atrapę chłodnicy, przedni i tylny zderzak, kształt przednich reflektorów oraz tylne lampy. Przy okazji liftingu wprowadzono dwa nowe wysokoprężne silniki: 1,5 BlueHDI o mocy 130 KM, a także 2,0 BlueHDI o mocy 177 KM. 

### Nagrody
Samochód zdobył tytuł Car of the Year 2014.

### Silniki 308
- Silniki benzynowe

| Silnik / Skrzynia biegów | Okres produkcji | Pojemność skokowa [cm3] | Moc maksymalna [KM] ( [kW] ) przy obr./min | Maks. moment obrotowy [Nm] przy obr./min | Układ i liczba cylindrów | Układ rozrządu/ liczba zaworów | Przyśpieszenie (s) 0-100 km/h | Prędkość maksymalna km/h | Średnie spalanie (l/100km) |
| ------------------------ | --------------- | ----------------------- | ------------------------------------------ | ---------------------------------------- | ------------------------ | ------------------------------ | ----------------------------- | ------------------------ | -------------------------- |
| 1.2 VTi / PureTech / M5  | 2013 – 2016     | 1199                    | 82 (60)/5750                               | 118/2750                                 | R3                       | DOHC/12                        | 13,3                          | 173                      | 5,0                        |
| 1.2 PureTech 110 / M5    | od 2014         | 1199                    | 110 (81)/5500                              | 205/1500                                 | R3                       | DOHC/12                        | 11,1                          | 188                      | 4,6                        |
| 1.2 PureTech 130 / M6    | od 2014         | 1199                    | 130 (96)/5500                              | 230/1750                                 | R3                       | DOHC/12                        | 9,6                           | 207                      | 4,6                        |
| 1.2 PureTech 130 / BVA6  | od 2014         | 1199                    | 130 (96)/5500                              | 230/1750                                 | R3                       | DOHC/12                        | 9,1                           | 206                      | 4,9                        |
| 1.6 THP 125 / M6         | 2013 – 2014     | 1598                    | 125 (92)/6000                              | 200/1400                                 | R4                       | DOHC/16                        | 8,9                           | 202                      | 5,6                        |
| 1.6 THP 155 / M6         | 2013 – 2015     | 1598                    | 155 (114)/6000                             | 240/1400                                 | R4                       | DOHC/16                        | 8,0                           | 215                      | 5,4                        |
| 1.6 THP 205 / M6         | od 2014         | 1598                    | 205 (150)/6000                             | 285/1750                                 | R4                       | DOHC/16                        | 7,5                           | 235                      | 5,6                        |
| 1.6 THP 250 / M6         | od 2015         | 1598                    | 250 (184)/6000                             | 330/1900                                 | R4                       | DOHC/16                        | 6,2                           | 250                      | 6,0                        |
| 1.6 THP 270 / M6         | od 2015         | 1598                    | 270 (200)/6000                             | 330/1900                                 | R4                       | DOHC/16                        | 6,0                           | 250                      | 6,0                        |

- Silniki diesla

| Silnik / Skrzynia biegów | Okres produkcji | Pojemność skokowa [cm3] | Moc maksymalna [KM] ( [kW] ) przy obr./min | Maks. moment obrotowy [Nm] przy obr./min | Układ i liczba cylindrów | Układ rozrządu/ liczba zaworów | Przyśpieszenie (s) 0-100 km/h | Prędkość maksymalna km/h | Średnie spalanie (l/100km) |
| ------------------------ | --------------- | ----------------------- | ------------------------------------------ | ---------------------------------------- | ------------------------ | ------------------------------ | ----------------------------- | ------------------------ | -------------------------- |
| 1.6 HDi 92 / M5          | 2013 – 2015     | 1560                    | 92 (68)/4000                               | 230/1750                                 | R4                       | OHC/8                          | 11,5                          | 183                      | 3,7                        |
| 1.6 BlueHDi 100 / M5     | od 2015         | 1560                    | 99 (73)/3750                               | 254/1750                                 | R4                       | OHC/8                          | 11,3                          | 186                      | 3,5                        |
| 1.6 e-HDi 115 / M6       | 2013 – 2015     | 1560                    | 115 (85)/3600                              | 270/1750                                 | R4                       | OHC/8                          | 10,2                          | 196                      | 3,7                        |
| 1.6 BlueHDi 120 / M6     | od 2014         | 1560                    | 120 (88)/3500                              | 300/1750                                 | R4                       | OHC/8                          | 9,7                           | 196                      | 3,1                        |
| 1.6 BlueHDi 120 / BVA6   | od 2014         | 1560                    | 120 (88)/3500                              | 300/1750                                 | R4                       | OHC/8                          | 9,5                           | 196                      | 3,5                        |
| 1.5 BlueHDi 130 / M6     | od 2017         | 1499                    | 130 (96)/3750                              | 300/1750                                 | R4                       | DOHC/16                        | 9,8                           | 204                      | 3,5                        |
| 2.0 BlueHDi 150 / M6     | od 2014         | 1997                    | 150 (110)/3750                             | 370/2000                                 | R4                       | DOHC/16                        | 8,6                           | 218                      | 3,6                        |
| 2.0 BlueHDi 150 / BVA6   | od 2014         | 1997                    | 150 (110)/3750                             | 370/2000                                 | R4                       | DOHC/16                        | 8,6                           | 214                      | 4,0                        |
| 2.0 BlueHDi 180 / BVA6   | 2015 – 2017     | 1997                    | 181 (133)/3750                             | 400/2000                                 | R4                       | DOHC/16                        | 8,4                           | 220                      | 4,0                        |
| 2.0 BlueHDi 180 / BVA8   | od 2017         | 1997                    | 177 (130)/3750                             | 400/2000                                 | R4                       | DOHC/16                        | 8,2                           | 225                      | 4,4                        |

## Trzecia generacja

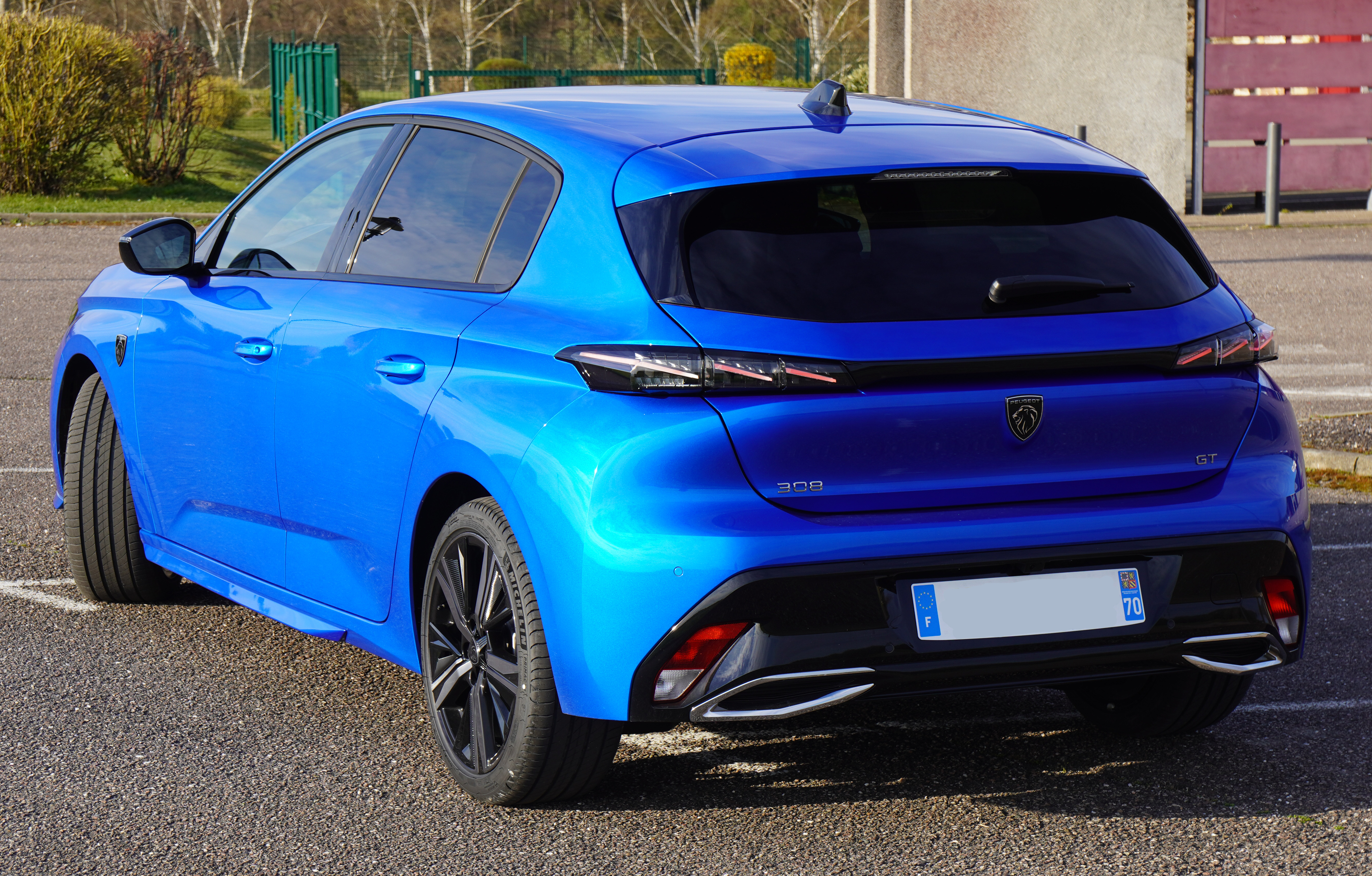
Peugeot 308 III - tył

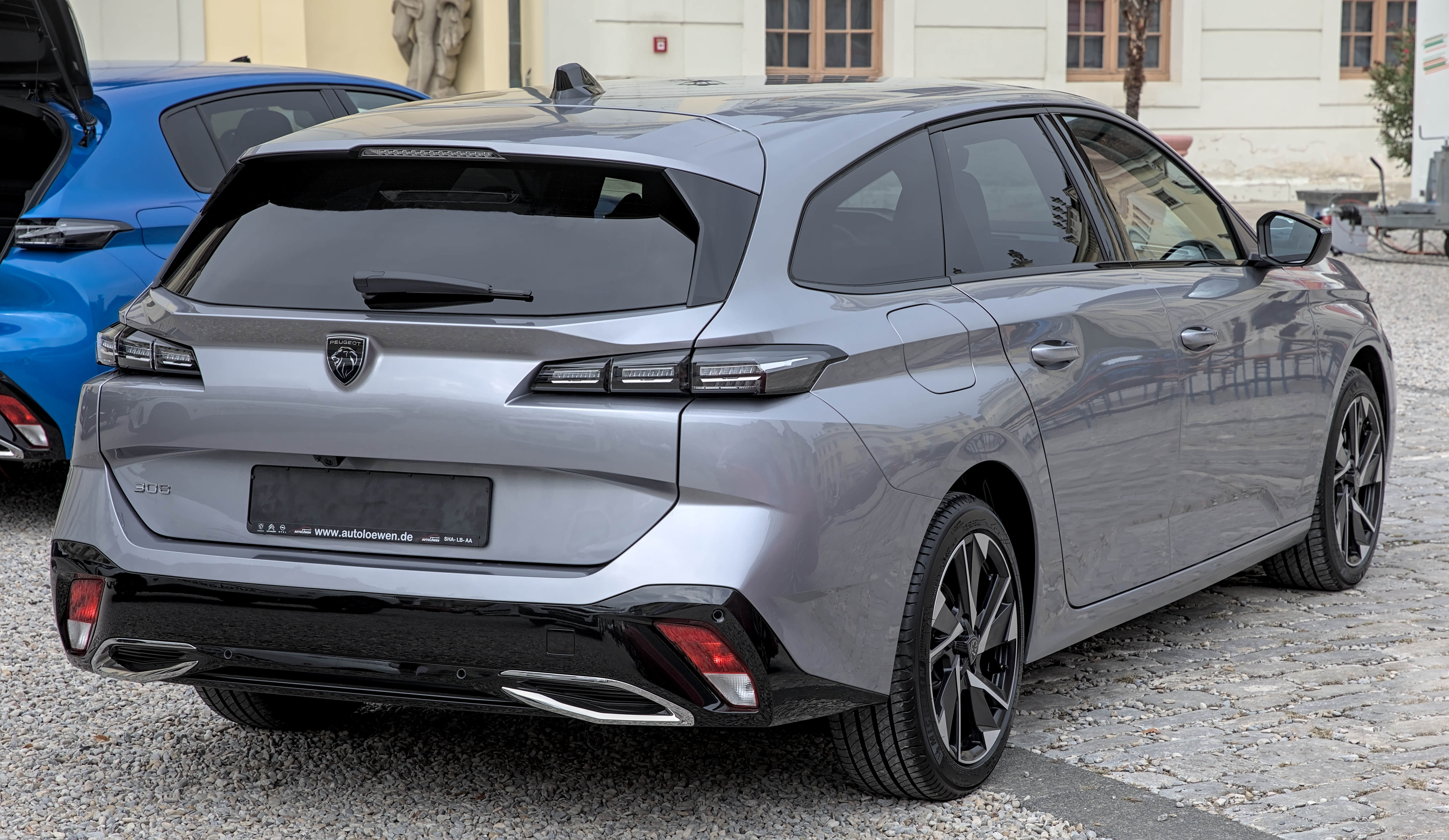
Peugeot 308 III SW

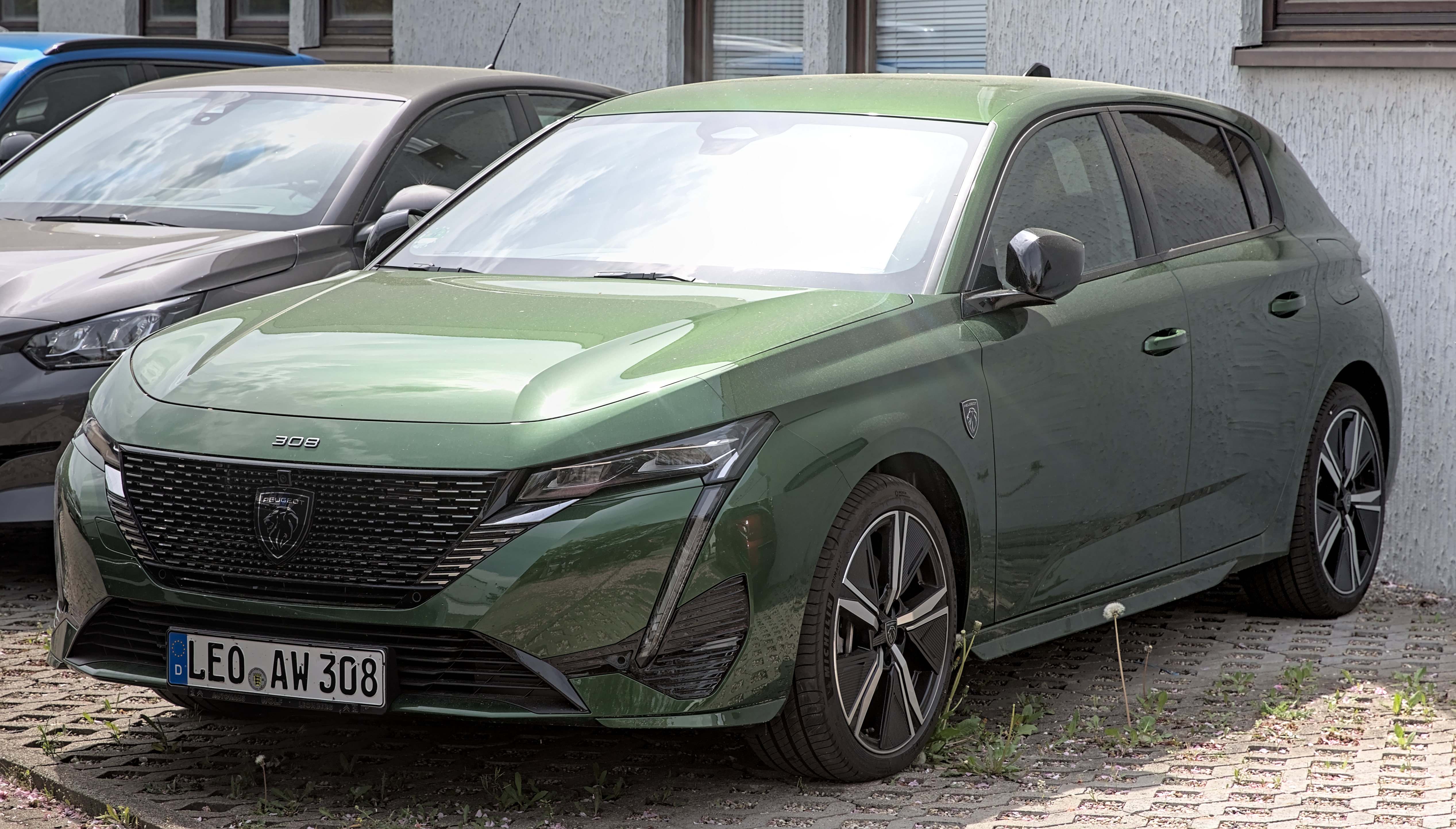
Peugeot 308 Hybrid

Peugeot 308 III został zaprezentowany po raz pierwszy wiosną 2021 roku. 
W maju tego roku wprowadzono go na rynek. W trzeciej generacji modelu zastosowano nowe logo marki. Jest nieco niższy od poprzednika. Po raz pierwszy samochód kompaktowy jest dostępny w wersji pełni elektrycznej - e-308. 